# ヴィクラム・バトラ
ヴィクラム・バトラ（ヒンディー語: विक्रम बत्रा, ラテン文字転写: Vikram Batra, 1974年9月9日 - 1999年7月7日）は、インドの陸軍軍人。

## 生涯
1974年9月9日、ヒマーチャル・プラデーシュ州のパラムプールに生まれる。パラムプール公立学校に中級レベルまで通った後、パラムプールのセントラルスクールに進んで中等教育を受けた。1990年の全インド高校卓球選手権では、双子の弟のヴィシャルと共に学校の代表として出場した。
その後はチャンディーガルのDAVカレッジに進学し、1年生の時にインド軍士官学校部隊（NCC）の航空団に参加した。1995年にカレッジで医科学学士号を取得した後にNCCの士官候補生として留まり、幼少期からの夢であった軍人への道を志すことにした。

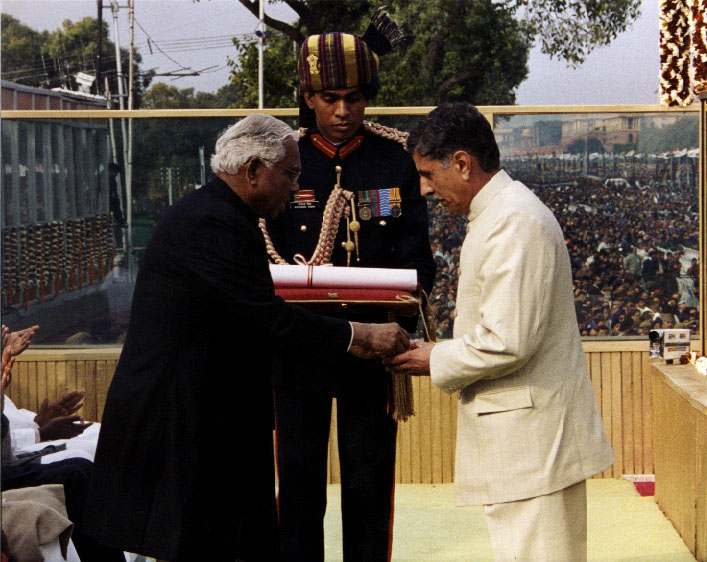
メダルを受け取るギルダリ・ラル・バトラ（2000年1月26日）

1996年6月にデヘラードゥーンのインド軍事アカデミーに入り、19ヶ月の訓練コースを修了した後に中尉として陸軍ジャンムー・カシミールライフル連隊の第13大隊に配属された。第13大隊はカシミールで勃発した反乱鎮圧のために、第8山岳師団麾下の第192山岳旅団の下に配備された。1999年6月5日、パキスタンの間にカールギル戦争が勃発すると、第13大隊はジャンムー・カシミールに派遣され、戦争中の6月19日にドラスの重要地点であるポイント5140を占領する上で大きな功績を挙げた。バトラの活躍はインド軍の困難な作戦を達成したものとして全インドでテレビ報道され、バトラは大尉に昇進した。続くポイント4875の占領作戦中の7月7日、負傷した兵士を救出しようとした際、敵狙撃兵から胸部に銃撃を受けてその直後にRPGの破片が頭部を直撃して戦死した。
インド独立52周年を迎えた死後の8月15日、その勇気と統率力を讃えてインド最高の軍事勲章であるパラム・ヴィール・チャクラ勲章を授与された。2000年1月26日、父のギルダリ・ラル・バトラがヴィクラムに代わって当時の大統領であったコチェリル・ラーマン・ナラヤナンからメダルを受け取った。
ポイント4875の占領後、山はバトラに敬意を表して「バトラ・トップ」と名付けられ、バトラの活躍は『レッド・マウンテン』や『シェールシャー』で映画化された。